# Tristichium lorentzii
Tristichium lorentzii är en bladmossart som beskrevs av C. Müller 1879. Tristichium lorentzii ingår i släktet Tristichium och familjen Ditrichaceae. Inga underarter finns listade i Catalogue of Life.